# نورالدین اشنی
نورالدین قودجانی اشنی قودجانی (۱۲۸۲ – ۲۳ مهر ۱۳۵۷) از واعظین و سخنوران اصفهان بود. وی فقیه و حقوقدان و مشغول به تدریس در حوزه علمیه اصفهان، وکالت و امام جماعت مسجد سید اصفهان بود. وی از زمره روحانیون تجدد گرا و اولین روحانی بود که در رشته حقوق تحصیل کرده و وکیل دادگستری شد.

## تولد
نورالدین اشنی قودجانی در سال ۱۲۸۲ شمسی (برابر با ۱۳۲۱ قمری) در دهستان اشن از توابع شهرستان نجف‌آباد واقع در استان اصفهان دیده به جهان گشود. پدرش محمد حسین اشنی قودجانی بود. او که در خاندان روحانیون به دنیا آمده بود، تحت تربیت پدر و مادر قرار گرفت. مصلح‌الدین مهدوی (محقق و مورخ ایرانی) محل تولد وی را در نجف ذکر می‌کند.

## تحصیلات
نورالدین اشنی قودجانی تحصیلات خود را نزد پدرش محمدحسین قودجانی اشنی آغاز نمود. وی هم‌زمان از محضر دیگر علمای اصفهان استفاده نمود. از اساتید وی در اصفهان می‌توان سید محمدباقر درچه‌ای، شیخ محمدرضا نجفی و شیخ محمد حکیم خراسانی را نام برد. استاد دیگر وی، به ویژه در سطوح حوزوی و مقوله ادبیات، جلال‌الدین همایی بود.
با توجه به سال‌هایی که نورالدین اشنی قودجانی در اصفهان تحصیل می‌کرده، می‌توان حدس زد که در محضر عالمانی چون میر سید علی نجف‌آبادی و میر سید محمد نجف‌آبادی و اساتیدی چون رحیم ارباب، ابوالهدی کلباسی، سید ابوالقاسم دهکردی، میر محمد صادق خاتون‌آبادی درس خوانده‌است. نورالدین اشنی قودجانی در حوزه علمیه قم نزد مؤسس آن عبدالکریم حائری یزدی و نیز نزد سید محمد حجت کوه‌کمری (محدث و فقیه) به تحصیل پرداخت. سپس به تهران رفت و از محمدعلی شاه‌آبادی بهره برد.
نورالدین اشنی قودجانی در حین تحصیل در قم موفق به دریافت اجازه اجتهاد از جانب عبدالکریم حائری یزدی شد که سند آن در اختیار خانواده وی است.

## القاب
از نامبرده با القاب ذیل در بعضی متون نامبرده شده‌است:
- عالم فاضل جلیل
- واعظ صالح نبیل
- فقیه متکلم حکیم

## هم‌روزگاران
نورالدین اشنی قودجانی با بسیاری از بزرگان عصر خود هم دوره و هم مباحثه بود. در جلسات درس جلال‌الدین همایی، که در مسجد جارچی اصفهان برگزار می‌شد نورالدین اشنی قودجانی نیز شرکت می‌کرد و در آنجا با سید حسن مدرس بیدابادی (عالم شیعی)، مرتضی اردکانی یزدی (عالم شیعی) و عباسعلی ادیب حبیب‌آبادی (فقیه و ادیب شیعی) به بحث و تبادل نظر می‌پرداخت.
نورالدین اشنی قودجانی در حین تحصیل دروس اسلامیه حوزه علمیه قم نیز با میر سید حسن مدرس هاشمی اصفهانی (عالم و حکیم اصفهانی و همچنین شاگرد پدر نورالدین اشنی) همکلاسی بود. نورالدین اشنی قودجانی در درس محمدعلی شاه‌آبادی با سید روح‌الله خمینی همکلاس و در حوزه علمیه قم هم‌حجره‌ای بود.

## فعالیت‌های اجتماعی
نورالدین اشنی قودجانی هیچ‌گاه از وظایف اجتماعی و ارتباطات خود با مردم غافل نشد. او به تدریس اکتفا نکرد، بلکه به تبلیغ اسلام و سخنرانی در مجامع عمومی و خصوصی و حتی وکالت پرداخت. به‌طور کلی می‌توان فعالیت‌ها و مشاغل اجتماعی او را به شرح زیر تقسیم کرد:
1. اقامه نماز جماعت در برخی از مساجد اصفهان و پاسخگویی به سوالات شرعی مردم و رفع مشکلات آنان.
2. برپایی منبر و خطبه و سخنرانی در مجالس مختلف در اصفهان و برخی از دیگر شهرها و روستاهای ایران. سخنرانی‌های او از رادیو ملی ایران نیز پخش می‌شد.[۶]
3. برپایی جلسات علمی هفتگی و پاسخگویی به سوالات علمی دانشجویان.
4. مدیریت دفتر اسناد رسمی در گلپایگان و اصفهان.
5. سرپرستی سازمان جوانان اسلامی.
6. تدریس در حوزه علمیه اصفهان.
7. تألیف کتب، تصنیف اشعار و وکالت.

### منبر و خطبه
نورالدین اشنی قودجانی به دلیل تسلط بر فقه، حکمت، حدیث، کلام، تفسیر و ذوق شاعرانه و عرفانی‌ای که داشت، از وی به عنوان خطیبی فاضل و فصیح یاد می‌شد. ایشان قبل از هر سخنرانی به مطالعه و تحقیق می‌پرداخت و مستندات علمی و فقهی مربوطه را ارایه می‌کرد. یکی دیگر از ویژگی‌های سخنرانی‌های او مخالفت صریح او با رژیم شاهنشاهی بود. وی در سخنان خود علناً با بی‌حجابی و مفاسد اخلاقی و ظلم و بی‌عدالتی مبارزه می‌کرد، به همین دلیل چندین بار توسط شهربانی اصفهان احضار شد.
مجالس روضه‌خوانی نورالدین اشنی قودجانی در اصفهان بسیار شهرت داشت و مردم به سخنرانی‌های او علاقه زیادی نشان می‌دادند، به طوری که وی به دعوت مردم و گروه‌های مختلف در سی سال آخر عمر خود مرتب منبر می‌رفت. در آن زمان جلسات متعددی در اصفهان دربارهٔ مسائل اجتماعی و مذهبی تشکیل می‌شد. در این میان، مجالس خطبه علمایی چون سید عبدالحسین طیب، شیخ محمدباقر زند کرمانی، نورالدین اشنی قودجانی و آقا سید حسن مدرس از اهمیت ویژه‌ای برخوردار بود و از دیگر مجالس شهرت بیشتری داشت. نورالدین اشنی قودجانی که شخصیتی با دانش گسترده بود جلسات هفتگی خود را بیشتر در زمینه فلسفه احکام برگزار می‌کرد.

### سازمان جوانان اسلامی
نورالدین اشنی قودجانی که در میان روحانیون و علما به تهذیب شهرت داشت و در فلسفه و اندیشه نوین غرب نیز مطالعه و تحقیق می‌کرد، مدتی سرپرست سازمان جوانان اسلامی در اصفهان بود و برای روشنفکران و نواندیشان سخنرانی می‌کرد. سلسله مقالات او در این زمینه نیز در روزنامه طوفان (روزنامه تحلیلی و انتقادی دوره قاجار) منتشر می‌شد.

### تدریس و شاگردان
نورالدین اشنی قودجانی در مدارس مختلف حوزه علمیه اصفهان از جمله مدرسه صدر بازار، مدرسه چهارباغ، مسجد نو بازار و در دفتر وکالت و حتی منزل شخصی خود تدریس می‌کرد. او کتاب‌هایی چون فرائدالاصول (کتاب بسیار مهم در اصول فقه شیعه)، مکاسب (از کتب سطوح عالی حوزه‌های علمیه شیعه)، کفایة الاصول (کتابی در اصول فقه)، منظومه (کتاب فلسفی مورد توجه علمای شیعه)، اسفار اربعه (دوره‌ای در فلسفه اسلامی) و برخی متون کلامی و عرفانی دیگر را برای طلاب و علما تدریس می‌کرد. وی مدت‌ها از اساتید مدرسه صدر بازار بود و کتاب‌هایی مانند منظومه، قوانین‌الاصول (درسی کامل در اصول فقه شیعه) و فرائدالاصول را در آنجا تدریس می‌کرد. وی همچنین درس تفسیر قرآن برای طلاب مدرسه صدر بازار داشت که جمعی از علما در آن شرکت داشتند. نقل شده‌است که حدود سیصد نفر از طلاب و عُلَما در کلاس‌های نورالدین اشنی قودجانی در مسجد نو بازار شرکت می‌کردند. به علاوه شاگردان خصوصی نیز داشت که در خانه یا محل کار به آنها آموزش می‌داد. شاگردان او اعم از زن و مرد بودند و به درخواست برخی از بانوان متدین اصفهانی به خانه‌های آنان می‌رفت و برای آنان تدریس می‌کرد. از شاگردان برجسته وی می‌توان به سیداحمد فقیه امامی، حسین مظاهری، احمد قمی‌نژاد، شیخ پارسا و زنانی همچون زینت‌السادات همایونی و عفت‌الزمان امین اشاره کرد.

### اجتهاد
نورالدین اشنی قودجانی در زمان تحصیل در قم، موفق به اخذ اجازهٔ اجتهاد از سوی عبدالکریم حائری یزدی گردید که متن آن به عنوان میراث نزد خاندانش موجود است.

## دیدگاه سیاسی
نورالدین اشنی قودجانی مدافع آزادی‌های سیاسی بود و بسیاری از مواقع بعد از سخنرانی‌هایش توسط شهربانی اصفهان احضار می‌شد.
همچنین وی از مدافعان نهضت ۱۵ خرداد ۱۳۴۲ بود، به طوری که بعد از رسیدن خبر اعتصاب مردم و تجار تهران به اصفهان محمد میرمحمد صادقی نقل می‌کند که:
ابتدا، علما را، در خانه حاج مهدی شکوهنده، جمع کردیم. یادم می‌آید که، آیه‌الله اشنی آمد و عمامه‌اش را زمین زد و گفت: این چه افتضاحی است؟! چطور مرجع تقلید را گرفتند! در آن جلسه، حجج‌اسلام مرحوم فخرالدین کلباسی و منوچهر منصورزاده و شیخ مهدی مظاهری حضور داشتند و از علمای بزرگ اصفهان، آیت‌الله خادمی و آیت‌الله شمس‌آبادی و آیت‌الله طیب و میر سیدعلی ابطحی، بودند. نتیجه جلسه، نگارش نامه خطی به تاریخ ۴۲/۳/۱۶، بود که به امضای این آقایان رسید. نامه، حاکی از دعوت مردم به تعطیلی بود.

ما در آن جلسه، بسیار فشار آوردیم، تا بالاخره اعلامیه دادند و دستور تعطیلی بازار را دادند. پس، ما، از باغ قلندران با چوب وارد بازار شدیم. برای اینکه، مسئولین اصلی بازار، با دستگاه همکاری می‌کردند و ما می‌بایست، از آنجا شروع می‌کردیم و دکان همان آدمها را آتش می‌زدیم.

## تألیفات
از نورالدین اشنی قودجانی بیش از ۴۴ رساله، کتاب، تفسیر، مکاتبات، مجموعه قصاید به جا مانده‌است که بیشتر آنها شامل تفسیر قرآن می‌باشد. کلیات تالیفات وی را می‌توان در پنج دسته زیر خلاصه کرد:
- تفسیر آیات قرآن
- کلام و اخلاق
- حکمت و عرفان
- حدیث
- مباحث متفرقه

### تفسیر آیات قرآن
1. تفسیر آیه شریفه «اِنَّ فی خَلْقِ السَّمواتِ وَ الْاَرْضِ وَاخْتِلافِ اللَّیْلِ وَالنَّهارِ لَایاتٍ لاِوُلِی الْاَلْبابِ»[۴۱]
2. تفسیر آیه شریفه «اَلَمْ تَرَکَیْفَ ضَرَبَ اللّهُ مَثَلاً کَلِمَهً طَیِّبَهً کَشَجَرَهٍ طَیِّبَهٍ اَصْلُها ثابِثٌ وَ فَرْعُها فِی السَّمآءِ»[۴۲]
3. تفسیر آیه شریفه «وَ نُریدُ اَنْ نَمُنَّ عَلَی الَّذینَ اسْتُضْعِفُوا فِی الْاَرْضِ وَ نَجْعَلَهُمْ اَئِمَّهً وَ نَجْعَلَهُمُ الْوارِثینَ»[۴۳]
4. تفسیر آیه شریفه «یا اَیُّهَا الَّذینَ امَنُوا لا تَتَّخِذوا عَدُوّی وَ عَدُوَّکُمْ اَوْلِیآءَ تُلْقُونَ اِلَیْهِمْ بِالْمَوَدَّهِ وَ قَدْ کَفَرُوا بِما جآءَکُمْ مِنَ الْحَقِّ یُخْرِجُونَ الرَّسُولَ وَ اریَّاکُمْ اَنْ تُؤْمِنُوا بِاللَّهِ رَبِّکُمْ اِنْ کُنْتُمْ خَرَجْتُمْ جِهاداً فی سَبیلی وَابْتِغآءَ مَرْضاتی تُسِرُّونَ اِلَیْهِمْ بِالْمَوَدَّهُ وَ اَنَا اَعْلَمُ بِمآ اَخْفَیْتُمْ وَ مآ اَعْلَنْتُمْ وَ مَنْ یَفْعَلْهُ مِنْکُمْ فَقَدْ ضَلَّ سَوآءَ السَّبیلِ»[۴۴]
5. تفسیر آیه شریفه «یآ اَیُّهَا النَّاسُ اَنْتُمُ الْفُقَرآءُ اِلَی اللَّهِ وَاللَّهُ هُوَ الْغَنِیُّ الْحَمیدُ»[۴۵]
6. تفسیر آیه مبارکه نور
7. تفسیر آیاتی از سوره مبارکه واقعه
8. تفسیر آیه شریفه «وَلَقَدْ ضَرَبْنا لِلنَّاسِ فی هذَا الْقُرْانِ مِنْ کُلِّ مَثَلٍ لَعَلَّهُمْ یَتَذَکَّرُونَ»[۴۶][۴۷]
9. معنای انفاق در «مما رزقناهم ینفقون»
10. وجه تقدم «بما انزل الیک» بر «ما انزل من قبلک»
11. تقوی در قرآن و اجتناب از فجور
12. تبیین معنای «اخلاف» و «خلیفه» در قرآن
13. اعاده بعد از مرگ در قرآن
14. نسبت مؤمن با مسلم در قرآن
15. تفسیر آیه «وَ الشَّمْسُ تَجْری لِمُسْتَقَرٍّ لَها ذلِکَ تَقْدیرُ الْعَزیزِ الْعَلیمِ»[۴۸]
16. بلاد معینه در قرآن
17. شفاعت در قرآن
18. معنای «خیره» در آیه «وَ ما کانَ لَهُمُ الْخِیَرَهُ»[۴۹]
19. مقصود از «نور» در آیه «فَامِنُوا بِاللَّهِ وَ رَسُولِه وزالُّورِ الَّذی اَنْزَلْنا وَاللَّهُ بِما تَعْمَلُونَ خَبیرٌ»[۵۰]
20. تفسیر آیه «اِنَّ هذا لَفِی الصُّحُفِ الْاوُلی»[۵۱]
21. احکام قرآن[۵۲]

### کلام و اخلاق
1. رساله فوز فیضی: در بیان جبر و تفویض و امر بین الامرین
2. رساله اصول دین: به زبان روان و همراه با تمثیل و استنتاج در هر فصل[۵۳]
3. رساله امروز و فردا: در مورد تفاوت مکتب انبیا[۵۴]
4. رساله‌ای مشتمل بر موضوعات متنوع فقهی، کلامی، اخلاقی و حکمی: دارای ۳۰ فصل است
5. رساله در ردّ شبهات وارده بر مهدویّت
6. پندنامه‌های اخلاقی به فرزندان و نزدیکان[۵۵]
7. لمعات حسینی

### حکمت و عرفان
1. رساله دانش بشر و نفس و روح انسانی
2. رساله جهان دانش و حیات و زندگی: در ۶ مرداد ۱۳۴۰ شمسی نگاشته شده‌است
3. رساله در عالم مثال
4. رساله در عالم ارواح
5. حواشی بر اسفار الاربعه ملاصدرا
6. حواشی بر شرح منظومه سبزواری
7. حواشی بر شرح اسماءالحسنی سبزواری[۵۶]

### حدیث
1. شرح حدیث شریف «حاسِبوا قبل ان یُحاسبوا»
2. شرح حدیث شریف «الصوم لی و انا اجزی علیه»
3. شرح حدیث شریف «ان تصوموا خیرٌ لکم»
4. شرح حدیث شریف «الدنیا مزرعه الآخره»

### مباحث متفرقه
1. رساله نکات و خاطرات: شامل نکات مهم تاریخی و اجتماعی و اشعار نویسنده
2. رساله نوروز یا روز نو: بیان داستان تاریخی نوروز و اهمیت آن و برخی از آداب و رسوم و شرایط آن[۵۷]
3. مکاتبات مؤلف با امام خمینی
4. مجموعه یادداشت‌های شخصی
5. تألیف مقدمه کتاب «روش خوشبختی و توصیه به خواهران ایمانی» اثر بانوی مجتهده ایرانی سیده نصرت‌بیگم امین
6. مجموعه اشعار[۵۸]

### نمونه قصیده
نورالدین اشنی قودجانی در سرایش اشعار نیز استعداد داشت. نمونه‌ای از قصیده‌های سروده شده توسط ایشان در ذیل آورده شده‌است:
| روزگاری است کنون تیره و تاریک و سیاه |
| کار افراد بشر جمله هدر عمر تباه      |
| نه ز هم‌نوع گُمان مدد و چشم امید       |
| نه فروغی که بجویند رهی سوی اِله       |
| همه بیچاره و سرگشته و رنجور مزاج     |
| همه پژمرده و افسرده و وامانده ز راه  |
| آسمان خشک و زمین خشک و نفس خشک‌تر است |
| که نروید ز زمین دلمان ناله و آه      |
| نه رعیت دل خوش دارد و نه راعی آن     |
| نگران بسکه گدا و نگران‌تر زو شاه      |
| بِچُه سو روی کند جم غفیر بشری          |
| به که از سیل حوادث ببرند جمله پناه   |
| قلعه هستی هرکس ز همه سو محصور        |
| قید و بند و الم و غصه شدندیش سپاه    |
| نیمی از هستی مظلوم شده طعمهٔ غیر      |
| تا شود نیم دگر صرف حمایت از جاه      |
| آنچه ز اوضاع جهان هیچ نیاید بحساب    |
| عمرهایی که تلف بیهُده شد بهر رفاه     |
| شیوه شیطنت و مغلطه کاری هر روز       |
| بکند با الفی قامت، کُه را چون کاه     |
| یا زِ کاهی برباید الف و عکس کند       |
| تا گهی باز نماید کُهِ سَر برده نماه     |
| — ۱۳۴۱/۸/۱۴ شمسی                     |

## همسر و فرزندان
همسر نورالدین اشنی قودجانی، حاجیه خانم آقا کثیری بودند. ایشان شش فرزند داشتند که شامل دو پسر و چهار فرزند دختر می‌شد.

## وفات
نورالدین اشنی که پیشتر نیز به ناراحتی قلبی مبتلا بوده و یکبار در سال ۱۳۵۵ شمسی (۱۳۹۶ قمری) دچار حمله قلبی شده بود، سرانجام در ساعت‌های آغازین روز دوازدهم ذیقعده سال ۱۳۹۸ قمری برابر با ۲۳ مهرماه ۱۳۵۷ شمسی دچار سکته قلبی شد و از هم و غم دنیا آسوده گشت. همسر ایشان دربارهٔ سبب فوت ناگهانی وی نقل کرده‌اند که:
حال عمومی آیت‌الله قودجانی در چند روز قبل از وفاتشان، خوب بود و مشکل خاصی نداشتند اما از شب قبل از وفات مقداری اظهار ناراحتی کردند و صبح زود روز بعد، با اینکه شیوهٔ ایشان این بود که هر روز مقداری در حیاط منزلشان پیاده‌روی می‌کردند، نتوانستند این کار را مثل روزهای قبل انجام دهند و به اتاق خود برگشتند. پس سراغ رادیو رفتند و یک مرتبه من دیدم که آقا دستشان را خیلی محکم بر روی دست و زانویشان زدند و بعداً متوجه شدم که ایشان خبر تبعید امام [خمینی] از عراق به پاریس را از اخبار شنیده و بسیار ناراحت شده‌اند و چندین بار پشت سر هم گفتند که این‌ها می‌خواهند آقای خمینی را بکشند، این‌ها می‌خواهند هواپیمای ایشان را ساقط کنند…! بعد از این بود که آقا که خیلی منقلب شده بودند قصد بیرون رفتن از منزل را کردند که من به ایشان گفتم حال شما خوب نیست، چطور می‌خواهید بیرون بروید و نهایتاً استخارهٔ ایشان برای بیرون رفتن از منزل بد آمد. آقا همین‌طور با حالت ناراحتی، به پشتی خود تکیه داده بودند و من مشغول تهیه صبحانهٔ ایشان بودم و تصور می‌کردم که ایشان خواب رفته‌اند. چندین بار ایشان را صدا زدم که بلند شوید، صبحانه آماده‌است. امّا بیدار نشدند. همان ساعتی که ما فکر می‌کردیم آقا خوابند، به راحتی و آسودگی، به خواب ابدی رفته بودند.
پیکر وی پس از تشییع و اقامه نماز توسط میرزا مرتضی امام دهکردی، در تکیهٔ میرزا ابوالمعالی کلباسی، در داخل بقعه جنب قبر پدرشان دفن گردید. بر روی سنگ قبر وی جملات زیر نقش بسته‌است:
«کلّ من علیها فان هذا مرقد المرحوم المبرور العلامْ الحجْ شیخ الفقهأ و الحکمأ و الخطبأ و العارف الربانی آیت‌الله الحاج الشیخ نورالدین الاشنی ابن المرحوم الشیخ محمدحسین طاب رمسهما المتوفی فی ۱۲ ذی القعده سنه ثمان و تسعین ثلاثمائه بعد الالف ۱۳۹۸»

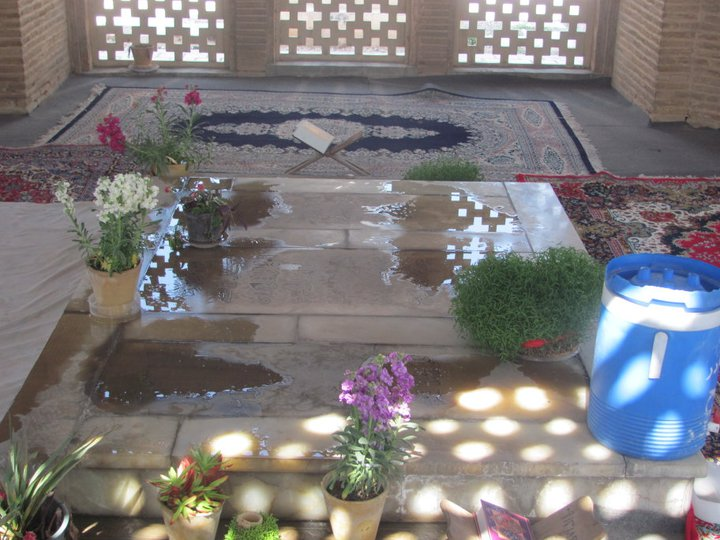
سنگ قبرهای نورالدین اشنی قودجانی و پدرش محمد حسین اشنی
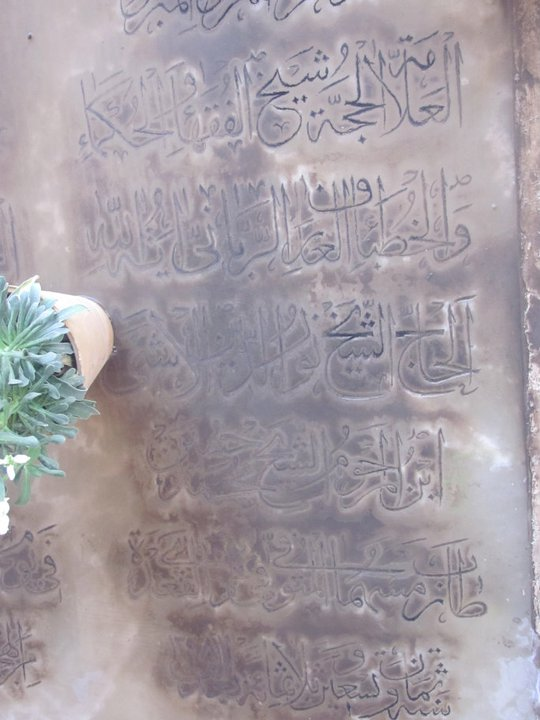
حکاکی روی سنگ قبر نورالدین اشنی قودجانی
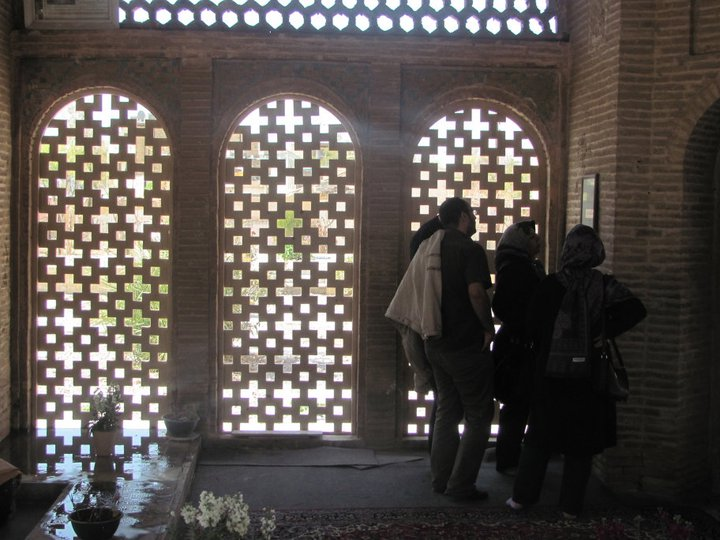
نمای داخلی آرامگاه نورالدین اشنی قودجانی
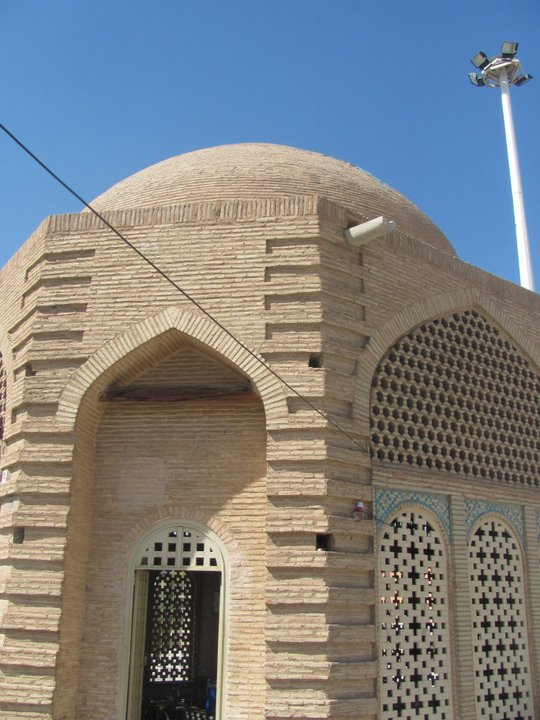
نمای بیرونی آرامگاه نورالدین اشنی قودجانی در تکیه کلباسی
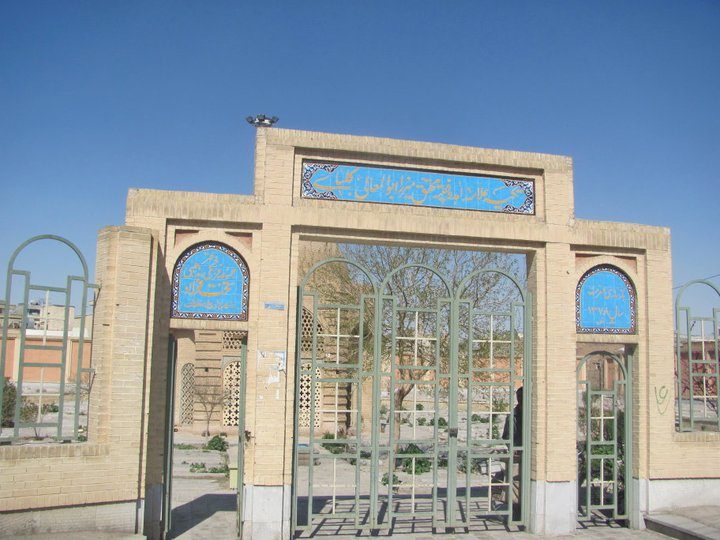
درب ورودی تکیه کلباسی